# Seconde bataille de Springfield
Guerre de Sécession
Batailles
Première expédition de Marmaduke dans le Missouri :
- Springfield (2e)
- Hartville

La seconde bataille de Springfield s'est déroulée le 8 janvier 1863 lors de la guerre de Sécession à Springfield. Elle est quelquefois appelée bataille de Springfield. La première bataille de Springfield s'est déroulée le 25 octobre 1861, et il y a aussi la plus connue bataille de Wilson's Creek, qui s'est déroulée à proximité le 10 août 1861. La bataille est un combat urbain, de maison à maison, ce qui est rare dans la guerre.

## Prélude
Le 31 décembre 1862, trois colonnes de cavalerie sous les ordres du brigadier général confédéré John S. Marmaduke quittent Pocahontas, Arkansas et Lewisburg, Arkansas (en), et se dirigent vers le nord sur des routes séparées vers le Missouri et la ligne de ravitaillement de l'Union. L'objectif immédiat de Marmaduke est la destruction des chariots et de la ligne de ravitaillement de l'armée de l'Union de la frontière entre Rolla et Springfield. En cas de succès, Marmaduke tentera de faire retraiter les éléments de l'armée de la frontière de l'Arkansas.
La colonne principale de Marmaduke se dirige vers le nord par Forsyth, Missouri, où Marmaduke apprend des éclaireurs que le dépôt principal de l'armée de l'Union à Springfield est faiblement défendu. Pour dégager le chemin pour ses confédérés, Marmaduke marche sur Ozark, Missouri. La garnison de l'Union stationnée à Ozark se retire et les confédérés brûlent le fort abandonné. Une deuxième colonne, commandé par le colonel Emmett MacDonald (en), détruit le fort de l'Union fort (« Fort Lawrence ») à Lawrence Mill sur Beaver Creek, à environ 16 kilomètres (10 miles) au sud-ouest d'Ava. Un détachement de la troisième colonne du colonel Joseph C. Porter (en) se dirige vers Porter pour se joindre à Marmaduke à Springfield plutôt qu'à Hartville. Si tout se passe comme prévu, les trois forces convergeront sur Springfield pour tenter de capturer les entrepôts de ravitaillement militaire légèrement défendus de la ville.

## Préparation
Tard dans l'après-midi du 7 janvier 1863, les fédéraux de la garnison d'Ozark atteignent Springfield et informent le commandant local, le brigadier général Egbert Brown, qu'une force de cavalerie confédérée, estimée entre 4 000 et 6 000 hommes, se dirige vers Springfield. N'ayant seulement que 1 343 soldats vétérans, Brown a le choix entre deux options. Il peut détruire tout le ravitaillement hivernal de l'armée de la frontière de l'Union à Springfield et retraiter, ou il peut défendre la ville. Le général Grant le 23 décembre 1862 a publié un blâme sérieux pour le commandant et les forces stationnées à Holly Springs, Mississippi, qui ont participé à la reddition honteuse du dépôt de ravitaillement de Grant à Holly Springs. Sans aucun doute, Brown se souvenant de ce blâme, a une raison solide pour pencher en faveur de la défense de Springfield.
Les subordonnés de Brown sont aussi favorables à la défense de la ville. Le général commandant le quatrième district militaire, Colley B. Holland, envoie immédiatement des messages aux communautés avoisinantes, appelant le Enrolled Missouri Militia (en) au service actif avec ordre d'accourir à Springfield. Brown ordonne aussi le retrait de 50 000 rations de Springfield à destination du Fort Number 1 et prépare l'incendie du dépôt de ravitaillement en cas de défaite. Pendant ce temps, sur la suggestion du Dr Samuel Melcher, le capitaine Byron Carr monte trois canons sur des roues de chariot.
Pendant la matinée suivante, les fédéraux distribuent les armes et les munitions aux soldats et aux civils pareillement. Bien que Springfield ait une petite garnison, elle a un avantage particulier. Elle est entourée par un réseau de quatre forts en terre presque achevés et un bâtiment de l'université avec des palissades. Chacun de ces cinq points sont sur des points hauts.

## Bataille

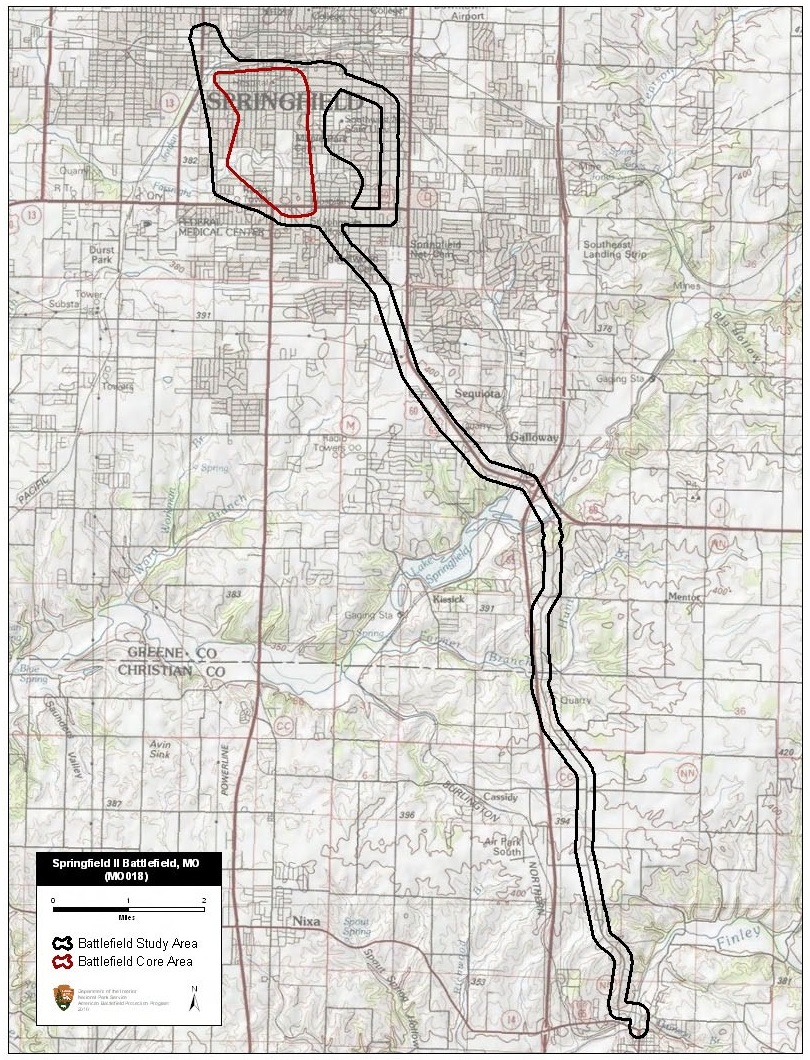
Carte du champ de bataille incluant la route d'approche confédérée d'Ozark à Springfield et la route de retraite confédérée à travers la prairie ouverte en direction de Marshfield.

Au lever du jour le 8 janvier 1863, deux colonnes confédérées commandées par Marmaduke approchent de Springfield par le sud. Comme les colonnes de Porter et de MacDonald ne sont pas encore arrivées, Marmaduke occupe le début de matinée à prendre du ravitaillement sur place et à capturer quelques hommes de l'Enrolled Missouri Militia à environ 8 kilomètres (5 miles) de Springfield. Avec finalement l'arrivée de MacDonald à 10 heures du matin, les confédérés démontent deux régiments à 5 kilomètres (3 miles) de Springfield et avancent pour entrer au contact des lignes de l'Union et développer leurs forces. Après que les confédérés ont repoussé deux régiments de cavalerie unionistes de la milice de l'État du Missouri de 3 kilomètres (2 miles) vers le nord, les ruines fumantes des maisons en feu à la périphérie de Springfield commencent à apparaître. Pour avoir une vue dégagée pour son artillerie dans le fort No. 4 (situé sur le côté est de l'avenue sud (South Avenue) entre les rues d'Elm et de Cherry), Brown ordonne à la dernière minute de brûler dix maisons le long de l'avenue sud.
Le colonel Joseph Orville Shelby prend le commandement tactique des opérations, lançant des assauts échelonnés sur le centre de l'Union et son flanc ouest. Les confédérés avancent à découvert contre le fort No. 4, recherchant le couvert des souches d'arbres, des tas de pierres, et les restes calcinés des maisons brûlées par les forces de l'Union. Malgré les efforts répétés, l'assaut contre le fort échoue.
Shelby tente alors de prendre Springfield par une attaque oblique de l'ouest. Les confédérés prennent avantage de la couverture offerte par une ravine qui monte vers la ville à partir de ce qui est aujourd'hui l’intersection de la grande avenue et la rue Grant. À la fin de la ravine, se tient un bâtiment de deux étages de l'université entouré d'une palissade. Utilisé par les fédéraux en tant que prison, il est situé près du coin nord-est de ce qui est aujourd'hui l'intersection de l'avenue Campbell et de la rue de l'État (State Street). Les forces de l'Union échouent à occuper la palissade de l'université, et ainsi les confédérés réussissent à prendre le bâtiment facilement et à l'utiliser comme leur propre forteresse pour répondre aux tirs du fort No. 4. Néanmoins, un combat âpre survient rapidement autour de la palissade alors que les forces de l'Union tentent de reprendre l'université et la palissade. Les confédérés ont l'avantage numérique sur ce point des combats et lancent une attaque. C'est lors de cette phase de l'assaut que surviennent les pertes les plus sévères, un combat au corps à corps, et la capture d'un canon par les confédérés. Les troupes de l'Union sur le flanc ouest sont repoussées vers la rue de l'Université à partir de leur position initiale le long d'Old Wire Road et de State Street. Mais les renforts de l'Union stoppent la course confédérée et repoussent même les confédérés dans les alentours de State Street.
Avec le coucher du soleil, Marmaduke lance un dernier assaut contre le fort No. 4. Les forces de l'Union repoussent une nouvelle fois l'attaque. Alors que la nuit tombe, les confédérés se retirent par la route d'Ozark Road vers la ferme des Phelps (aujourd'hui Phelps Grove Park). La bataille de Springfield est terminée, et le dépôt de ravitaillement de l'Union est sauvé.

## Conséquences
Sur approximativement 2 099 hommes de l'Union engagés, 19 sont tués ou disparus et 146 sont blessés faisant un total de 165 victimes (7,9 %). Deux mois plus tard, le total des morts atteindra 30 hommes, les disparus resteront au nombre de 6 et 195 blessés. Sur approximativement 1 870 confédérés présents, au moins 45 sont tués ou disparus, et 105 sont blessés pour un total de 150 victimes (8,0 %). Marmaduke admet que les retours des confédérés sont incomplets. L'auteur Frederick Goman utilise plusieurs rapports de la période pour estimer à 70-80 tués, 12 prisonniers et 200 blessés.
L'absence de la colonne de Porter a grandement hypothéqué les chances de succès de Marmaduke à Springfield. En quatre jours, le raid confédéré retraite en Arkansas. Springfield continue d'être un important dépôt et centre médical pour l'armée de l'ouest.
Une série de douze marqueurs d'interprétation a récemment été placée dans le centre-ville de Springfield sur des lieux importants de la bataille. Ils sont censés être visités selon un parcours pédestre. Le premier marqueur est situé à Park Central Square, après avoir été retiré de sa position initiale à Street and Water Street.
Parmi les morts confédérés se trouve Spencer McCoy, fils du fondateur de Kansas City, Missouri John C. McCoy. Son père a été autorisé à venir à Springfield pour récupérer le corps de son fils qui est enterré avec lui dans le cimetière de l'Union à Kansas City.